# Bo Derek
Pour les articles homonymes, voir Derek et Collins.
Bo Derek – pseudonyme de Mary Cathleen Collins –, née le 20 novembre 1956 à Long Beach en Californie (États-Unis), est une actrice, mannequin et productrice américaine.

## Biographie

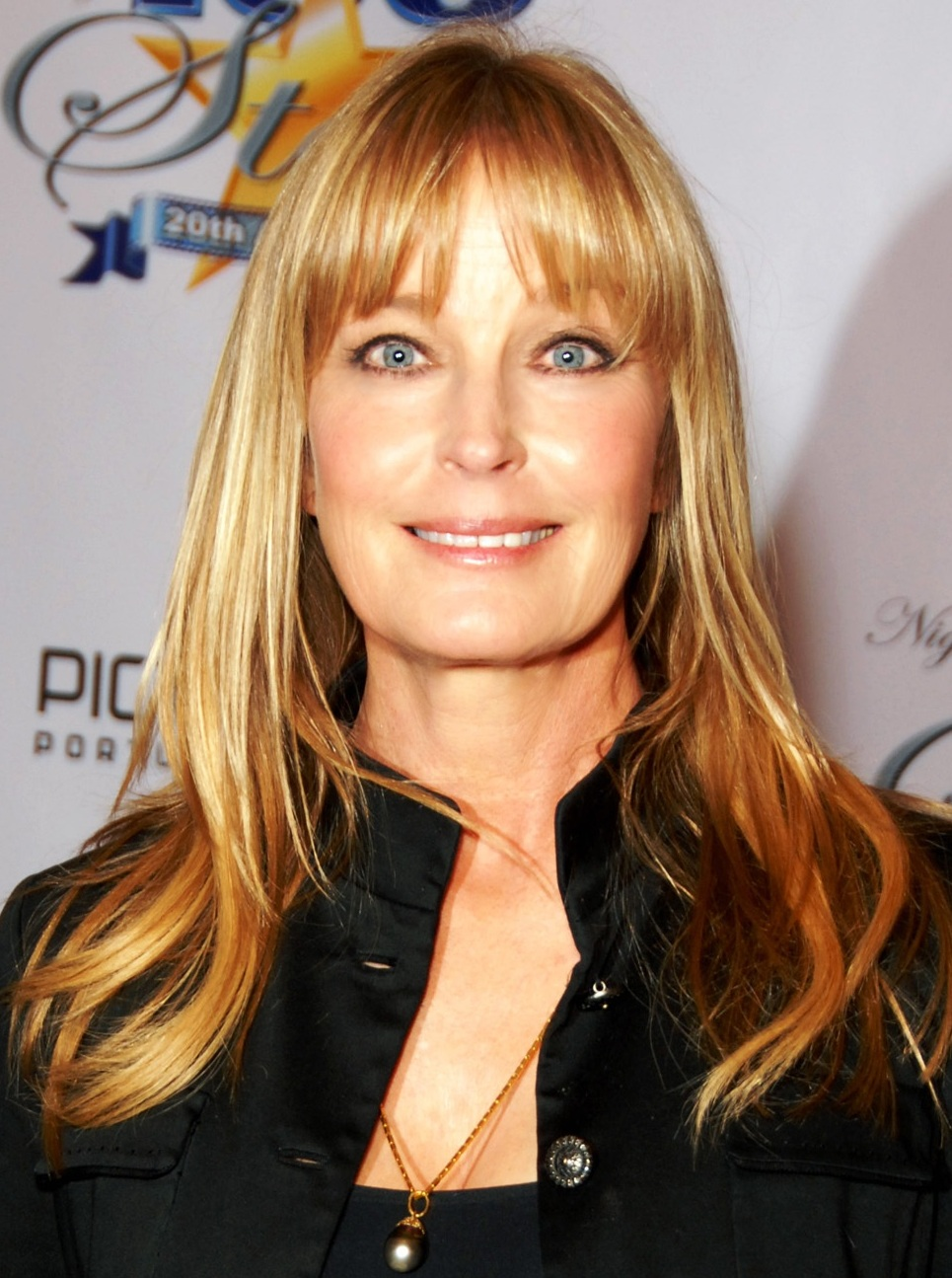
Bo Derek en 2010.

C'est parce qu'elle souhaitait s'offrir une nouvelle planche de surf que la future Bo Derek s'est lancée dans le mannequinat durant son adolescence. 
Son père travaillait à l'époque pour Hobart (Hobie) Alter, surfer, fabricant de planches de surf et surtout créateur des célèbres catamarans de sport Hobie Cat, qui habitait à deux pas de sa maison familiale en Californie du sud. Elle pratique à bon niveau ces deux sports nautiques durant sa post-adolescence.
Elle pose lors de quelques séances photo et apparaît aussi dans une publicité pour un déodorant. Cependant elle veut davantage. Aussi, elle engage un agent pour l'aider à obtenir des auditions afin de faire ses premiers pas sur grand écran.
C'est d'ailleurs au cours de l'un de ces castings qu'elle rencontre le cinéaste John Derek. La jeune fille, qui a à peine 16 ans, tombe amoureuse du réalisateur de 30 ans son aîné. Ce dernier ne reste pas indifférent et décide de divorcer de l'actrice Linda Evans pour vivre librement sa nouvelle idylle. Afin d'éviter la prison pour détournement de mineure, il convainc sa nouvelle conquête de s'enfuir avec lui en Allemagne.
Le couple rentre aux États-Unis deux ans plus tard et se marie en 1976. Dès l'année suivante, Bo Derek commence réellement sa carrière d'actrice dans le film de Michael Anderson, Orca. En 1979, elle fait une prestation remarquée dans Elle puisqu'elle décroche une nomination au Golden Globe. Ce film est un véritable succès pour la jeune femme, qui devient dès lors l'un des sex-symbols les plus marquants de sa génération. En mars 1980, elle fait la couverture du magazine Playboy, dans lequel elle apparaît à plusieurs reprises au cours de la décennie.
En 2002, celle qui est une fan d'équitation et de Formule 1, se dévoile dans une autobiographie intitulée Riding Lessons, Everything that matters in life I learned from horses. Artiste engagée, Bo Derek est le porte-parole de l'association Animal Welfare Institute.
Bo Derek, qui rend visite régulièrement aux vétérans, a apporté son soutien à George W. Bush lors des élections présidentielles américaines en 2000 et 2004.
Côté cœur, la presse lui a prêté plusieurs idylles depuis la mort de John Derek en 1998. Actuellement, elle est en couple avec l'acteur John Corbett.

## Filmographie

### Comme actrice

#### Cinéma
- 1977 : Orca de Michael Anderson : Annie
- 1979 : Elle (10) de Blake Edwards : Jenny Hanley
- 1980 : Changement de saisons (A Change of Seasons)  de Richard Lang et Noel Black : Lindsey Rutledge
- 1981 : Fantasies (en)  de John Derek : Anastasia
- 1981 : Tarzan, l’homme singe (Tarzan, the Ape Man) de John Derek : Jane Parker
- 1984 : Bolero de John Derek : Lida MacGillivery
- 1990 : Amour fantôme (Ghosts Can't Do It) de Michael Anderson : Katie O’Dare Scott
- 1992 : Sognando la California de Carlo Vanzina : elle-même
- 1994 : Désir de femme (Woman of Desire) de Robert Ginty : Christina Ford
- 1995 : Le Courage d'un con (Tommy Boy) de Peter Segal : Beverly Barish, aka Beverly Burns
- 2000 : Horror 101 de James Glenn Dudelson : Miss Allison James
- 2000 : Frayeur à domicile (Frozen with Fear) de Paul Lynch (VF : Evelyn Séléna) : Katherine Sullivan
- 2001 : Piège sous le soleil (Sunstorm) de Mike Marvin : Victoria Warren
- 2001 : Life in the Balance d'Adam Weissman : Kathryn Garr
- 2002 : The Master of Disguise de Perry Andelin Blake : elle-même (apparition)
- 2003 : Le Rappeur de Malibu (Malibu's Most Wanted) de John Whitesell : Bess Gluckman
- 2003 : Boom (en) de Kaizad Gustad : elle-même
- 2013 : Highland Park (film) (en) d'Andrew Meieran : Destiny
- 2014 : Electric Boogaloo (en) (Documentaire sur la Cannon) : elle-même
- 2017 : On a échangé nos Noëls (Christmas in the Heartland) de Harvey Lowry: Elsa Gentry
- 2018 : 5 Weddings de Namrata Singh Gujral : Mandy Singh

#### Télévision
- 1994 : Shattered Image (téléfilm) : Helen Allgood
- 1998 : Wind on Water (pt) (série télévisée) (4 épisodes) : Ciel Connolly
- 2000 : Associées pour la loi (série télévisée) (1 épisode) : Camille Weller
- 2000 : Murder at the Cannes Film Festival (téléfilm) : Thada Pryce
- 2000 : Tessa à la pointe de l'épée (Queen of Swords, série télévisée) : Mary Rose
- 2001 : Un toit pour trois (série télévisée) (3 épisodes) : Susan Bergen
- 2003 : Lucky (série télévisée) (1 épisode) : Joan
- 2003-2005  : 7 à la maison (série télévisée) (3 épisodes) : Mrs. Kinkirk
- 2004 : Crusader (téléfilm) : Nicola Markham
- 2005 : Une famille presque parfaite (série télévisée) (1 épisode) : Mrs. Rose Grundy
- 2006 : Fashion House (série TV) (40 épisodes) : Maria Gianni
- 2012 : Chuck (série télévisée) - épisode 5.10
- 2012 : Les Experts : Miami (CSI: Miami, série télévisée) - épisode 10.14 : Joanna Toring
- 2012 : Insoupçonnable (The Hunt for the I-5 Killer) (téléfilm) : Seaver
- 2015 : Sharknado 3: Oh Hell No! (téléfilm) : May Wexler
- 2018 : The Last Sharknado: It's About Time (téléfilm) : May
- 2020 : JL Family Ranch: The Wedding Gift (it) (téléfilm) : Claudia Dupri

### Comme productrice
- 1981 : Tarzan, l’homme singe (Tarzan, the Ape Man)
- 1984 : Bolero
- 1990 : Ghosts Can't Do It